# The Bluebells
The Bluebells war eine britische Indie-Rock-Band aus den 1980er Jahren.

## Geschichte
Gegründet wurde die Band von Robert Hodgens, der auch für ihre Lieder verantwortlich war. Sein Künstlername Bobby Bluebell gab der Gruppe ihren Namen. Mehrere Singles belegten Plätze in den UK Top 40. Am erfolgreichsten war der Titel Young at Heart. Hierbei handelt es sich um eine Coverversion des gleichnamigen Titels von Bananarama. Geschrieben haben diesen die Mitgliedern der Girlgroup sowie Robert Hodgens, damaliger Freund von Siobhan Fahey. Durch einen Rechtsstreit wird nunmehr auch der Violinist Bobby Valentino, der in der Coverversion mit einem Violinen-Solo zu hören ist, als Autor aufgeführt. Mitte der 1980er Jahre trennte sich die Gruppe, bis dahin brachte sie das Mini-Album The Bluebells und das Album Sisters heraus, 1992 folgte das Album Second.
Erst Jahre nach der Trennung hatte die Gruppe ihren ersten Nummer-eins-Hit: Young at Heart belegte im April 1993 Platz 1 der britischen Singlecharts. Hintergrund war die Verwendung des Liedes in einem Werbespot der Firma Volkswagen, parallel dazu wurde die Single erneut auf den Markt gebracht. Auch in Irland war der Titel eine Nummer 1. Dies hatte eine kurze Wiedervereinigung der Gruppe im Rahmen der BBC-Fernsehsendung Top of the Pops zur Folge. Auch in den darauffolgenden Jahren kamen die Mitglieder für kurze Zeit wieder zusammen.

## Mitglieder
- Bobby Bluebell (bürgerlich: Robert Hodgens, * 6. Juni 1959) – Gitarre
- David McCluskey (* 13. Januar 1964) – Schlagzeug
- Ken McCluskey (bürgerlich: Kenneth McCluskey, * 8. Februar 1962) – Gesang, Harmonika
- Lawrence Donegan (* 13. Juli 1961 in Stirling) – Bass
- Craig Gannon (* 30. Juli 1966 in Manchester) – Gitarre
- Neil Baldwin – Bass
- Russell Irvine – Gitarre

## Diskografie

### Alben
| Jahr | Titel                  | Höchstplatzierung, Gesamtwochen, AuszeichnungChartplatzierungen (Jahr, Titel, Platzierungen, Wochen, Auszeichnungen, Anmerkungen) | Höchstplatzierung, Gesamtwochen, AuszeichnungChartplatzierungen (Jahr, Titel, Platzierungen, Wochen, Auszeichnungen, Anmerkungen) | Anmerkungen |
| Jahr | Titel                  | DE | UK | Anmerkungen |
| ---- | ---------------------- | --- | --- | ----------- |
| 1984 | Sisters                | — | UK22 (10 Wo.)UK |             |
| 1983 | The Singles Collection | — | UK27 (5 Wo.)UK | Kompilation |
| 2023 | In the 21st Century    | — | UK97 (1 Wo.)UK |             |

Weitere Alben
- 1983: The Bluebells
- 1992: Second
- 1993: Young at Heart
- 2014: Exile on Twee Street (Songs from Glasgow 1980–1982) (Kompilation)

### Singles
| Jahr | Titel Album                                        | Höchstplatzierung, Gesamtwochen, AuszeichnungChartplatzierungen (Jahr, Titel, Album, Platzierungen, Wochen, Auszeichnungen, Anmerkungen) | Höchstplatzierung, Gesamtwochen, AuszeichnungChartplatzierungen (Jahr, Titel, Album, Platzierungen, Wochen, Auszeichnungen, Anmerkungen) | Anmerkungen |
| Jahr | Titel Album                                        | DE | UK | Anmerkungen |
| ---- | -------------------------------------------------- | --- | --- | ----------- |
| 1983 | Cath / Will She Always Be Waiting The Bluebells EP | — | UK62 (2 Wo.)UK |             |
| 1983 | Sugar Bridge (It Will Stand) The Bluebells EP      | — | UK72 (1 Wo.)UK |             |
| 1984 | I’m Falling Sisters                                | — | UK11 (12 Wo.)UK |             |
| 1984 | Young at Heart Sisters                             | — | UK8 (12 Wo.)UK |             |
| 1984 | Cath Sisters                                       | — | UK38 (7 Wo.)UK |             |
| 1985 | All I Am (Is Loving You) –                         | — | UK58 (3 Wo.)UK |             |
| 1993 | Young at Heart (Reissue) The Singles Collection    | DE55 (9 Wo.)DE | UK1 Gold · (12 Wo.)UK |             |

Weitere Singles
- 1982: Forevermore
- 1982: Everybody’s Somebody’s Fool (Flexidisc)